# シヴァピテクス
シヴァピテクス（Sivapithecus）は、中期から後期の中新世の南アジアに存在したヒト科オランウータン亜科の化石類人猿である。1300万年前から1200万年前の南アジアに出現し、800万年から700万年前まで存続した。
以前は小型の種がラマピテクス（Ramapithecus）とされ、人類の起源と考えられていたが、のちに本属に含められるようになった。
樹上および地上で行動していた。頭骨（鼻下部）の形態の類似性から、現生するオランウータンの祖先である可能性が指摘されている。体肢骨は原始的で、オランウータンほどブラキエーション（懸垂・ぶら下がり運動）に適応していなかったと考えられている。
1350万年前から1200万年前に類人猿の祖先種が、その当時陸続きであったアフリカからトルコを経て南アジアに到達した。70から150ポンドと大型で、広い頬骨が特徴である。